# Râul Banska
Râul Banska (în bulgară: Река Банска) este un râu în Regiunea Haskovo, Bulgaria. El are o lungime de 37 km și traversează satele: Tatarevo, Garvanovo, Klokotnița și Dobrici. 
Râul Banska izvorâște din apropierea Vârfului Sofigik, Munții Rodopi de Est.